# Potdeksel
Voor potdeksel als betimmeringswijze zie Potdeksel (betimmering)
Het potdeksel is de benaming uit de scheepvaart die gebruikt wordt voor de bovenste (binnen)rand van de romp van een schip, boven het boeisel. Het potdeksel dekt bij houten schepen de koppen van de spanten af en draagt bij aan het langsverband, maar wordt ook bij stalen schepen gebruikt.